# Bright Lights (1925)
Bright Lights is een Amerikaanse filmkomedie uit 1925 onder regie van Robert Z. Leonard. De film is wellicht zoekgeraakt.

## Verhaal
Tom Corbin is een eenvoudige jongen van het platteland. Hij is verliefd op Patsy Delaney, een danseres op Broadway. Hij maakt goede sier in New York om te bewijzen dat hij kan wedijveren met haar vrienden uit de grote stad. Patsy hunkert echter naar haar simpele plattelandsjongen.

## Rolverdeling
| Acteur           | Personage        |
| ---------------- | ---------------- |
| Charles Ray      | Tom Corbin       |
| Pauline Starke   | Patsy Delaney    |
| Lilyan Tashman   | Gwen Gould       |
| Lawford Davidson | Marty Loftus     |
| Ned Sparks       | Barney Gallagher |
| Eugenie Besserer | Moeder van Patsy |